# Línea 62 (EMT Valencia)
La línea 62 Benimàmet-Plaça de l'Ajuntament de la EMT de Valencia es una línea de autobús que une la Plaza del Ayuntamiento con Benimámet y el barrio de Terramelar de Paterna donde tiene su cabecera.

## Recorrido
Dirección Benimàmet
Ayuntamiento, Marqués de Sotelo, Guillem de Castro, Àngel Guimerà, Fernando el Católico, Pío XII, Cortes Valencianas, Camp de Túria, Mosén Miguel Tarín, Doctor Soriano Benlloch, Luís Cano, Campamento, Senda Polvorín, Avenida de las Ferias, Alginet (Terramelar), Almassora (Terramelar).
Dirección Plaça Ajuntament
Almassora (Terramelar), Alginet (Terramelar), Avenida de las Ferias, Senda Polvorín, Campamento, Pintor Garnelo, Felipe Valls, Rafael Tenes Escrich, Mosén Miguel Tarín, Camp de Túria, Pío XII, Fernando el Católico, Espinosa, Editor Manuel Aguilar, Avenida del Oeste, San Vicente, Plaza del Ayuntamiento.

## Características
|            | Frecuencia de Paso Aproximada |
| ---------- | ----------------------------- |
| Laborables | 9-15 min                      |
| Sábados    | 14-17 min                     |
| Festivos   | 14-18 min                     |

## Historia
Fue creada el 18 de noviembre de 1968 con la denominación "Benimámet-Mercado Central", pero su recorrido era distinto al actual hasta noviembre de 1976 hasta que se abrió la Pista de Ademuz. En esta fecha se empezó a dar servicio a la Feria de Muestras sólo los días de certamen. Después en 1988 se amplió el recorrido hasta Terramelar. Hasta 1993 daba servicio al Mercado Central pero el año siguiente con la apertura de las calles Espinosa y Guillem Sorolla pasó a girar directamente desde Fernando el Católico hacia la primera de éstas y además pasó a girar por la calle Padilla para seguir hasta la Calle Colón y volver a Guillem de Castro a su ruta, dejando el Mercado.Con la urbanización de la zona de las Cortes Valencianas desaparece el camino nuevo de Paterna y pasó a acceder a Benimámet por la calle Camp de Túria , y además se habilitó un bucle para servir al Palacio de Congresos que dejaría de hacer el 4 de julio de 2005. Cabe destacar que hubo un tiempo que en dirección Plaza del Ayuntamiento se desviaba para dar servicio al hospital Arnau de Vilanova, luego sólo se pudo acercar girando desde Cortes Valencianas a la Calle la Safor y luego por Marina Alta y Serranía, volviendo a Cortes Valencianas. En 2007 modifica su acceso a la Gran Vía Fernando el Católico por Àngel Guimerà, en vez de Mestre Palau. Luego en el año 2009 cambia su parada de regulación a la calle Xàtiva y tres años más tarde, concretamente el 5 de noviembre deja de pasar por la Calle Colón , pasando desde la Calle Padilla a San Vicente y teniendo cabecera en la Plaza del Ayuntamiento y siguiendo por Marqués de Sotelo a su ruta.

## Otros datos
| Líneas de autobuses que prestan servicio en Valencia |               |                  |
| Línea anterior:                                      | Línea actual: | Línea siguiente: |
| 60 Línea 60                                          | 62 Línea 62   | 63 Línea 63      |